# Jennifer Oehrli
Jennifer Ruth Greti Oehrli (* 13. Januar 1989 in Bern) ist eine Schweizer Fussballspielerin.

## Leben
Jennifer Oehrli wuchs zusammen mit ihrer jüngeren Schwester im schweizerischen Zollbrück im Kanton Bern auf. Ihre Patentante und ihr Patenonkel sind Zyprioten, und sie verbringt ihre Ferien öfters in Zypern. Sie besuchte die École supérieure de commerce in La Neuveville (Wirtschaftsmittelschule) und hat die Berufsmaturität erfolgreich abgeschlossen. Sie spielt Fussball als Halbprofi und arbeitete bis zu ihrem Wechsel nach Deutschland als kaufmännische Angestellte in der Geschäftsstelle des FC Basel. Neben dem Fussball studierte sie Sportpsychologie an der Université de Neuchâtel in Villeneuve, Schweiz.

## Vereinsfussball
Oehrli ist durch ihren zwei Jahre älteren Cousin zum Fussball gekommen. Sie begann mit dem Fussballspielen in der gleichen Junioren-Mannschaft beim FC Zollbrück. Sie spielte als Stürmerin. Als sie für das Selektionstraining der U14 Bern/Jura-Auswahl aufgeboten war, spielte sie plötzlich im Tor, weil nur eine Torhüterin anwesend war. So spielte sie im Verein als Feldspielerin und in der Auswahl als Torhüterin, bis sie im Jahre 2003 vom SC Worb angefragt wurde, um in der Mädchennachwuchsmannschaft U-18 als Torhüterin zu spielen. Nur ein Jahr später, als die erste Mannschaft des SC Worb den Aufstieg in die Schweizer Nationalliga B (NLB) erreichte, wurde sie gebeten, sich ihnen anzuschliessen. Mit gerade einmal sechzehn Jahren spielte Oehrli die gesamte Saison in der NLB.
Im Sommer 2006 verliess sie den SC Worb und wechselte in die Nationalliga A (NLA) zum FFC Zuchwil 05. Während der Zeit bei Zuchwil erlangte sie internationale Erfahrung, spielte in der Champions League der Frauen 2006/07 und 2007/08. Sie konnte in der Saison 2006–07 den Liga-Cup-Sieg sowie den Schweizer Meistertitel feiern und war Cupfinalistin.
Nach drei Jahren bei Zuchwil wechselte sie zum Ligarivalen FC Thun. Ein Jahr später ging sie im Juni 2010 zum Ligakontrahenten FC Basel. Sie erzielte ihr erstes Tor in der NLA mit einem Elfmeter während des 10:0-Heimsiegs gegen die GC Frauen am 22. Mai 2011. Am 21. Juni 2013 verliess die beidfüssige Torhüterin den FC Basel und wechselte zum deutschen Bundesliga-Aufsteiger BV Cloppenburg. Nachdem sie verletzungsbedingt beim BV Cloppenburg nicht zum Zuge gekommen war, kehrte sie bereits im Winter 2014 zum FC Basel zurück. Nach einem Jahr bei Basel wechselte Oehrli erneut und unterschrieb am 15. Januar 2015 beim BSC Young Boys, wo sie in zweieinhalb Jahren auf 25 Einsätze kam.
Am 25. Juli 2018 gab die Frauenabteilung von Atlético Madrid die Verpflichtung der Torhüterin bekannt, die damit auch Teamkollegin ihrer Landsfrau Viola Calligaris wurde.

## Auswahlmannschaften
Oehrli spielte zwischen 2004 und 2006 in sieben Länderspielen für die Schweizer U-17-Auswahl. Am 3. März 2010 gab die Torhüterin ihr A-Länderspieldebüt für die Schweiz gegen die Niederlande. Nach Marisa Brunners Rücktritt aus der Nationalmannschaft wurde Oehrli zur Nummer 1. Sie spielte ihr erstes Spiel als Nummer 1 am 5. Mai 2010 gegen Frankreich. Während des Spiels beim Zypern-Cup am 13. März 2013 gegen Neuseeland erlitt sie einen Unterarmbruch.

## Beachsoccer
Neben dem Profifussball spielte Oehrli im Jahre 2010 für das Beachsoccer-Team aus Bern, die Sable Dancers in der Sommer League.

## Titel und Erfolge
Zuchwil
- Schweizer Meistertitel: 2006/07
- Liga-Cup-Siegerin: 2006/07
- Spielerin in der Champions League der Frauen: 2006/07 und 2007/08